# Gran Premio di Chiasso 2000
Il Gran Premio di Chiasso 2000, sesta edizione della corsa, si svolse il 26 febbraio su un percorso di 153 km, con partenza e arrivo a Chiasso. Fu vinto dall'italiano Giuliano Figueras della Mapei-Quick Step davanti ai suoi connazionali Davide Rebellin e Mauro Zinetti.

## Ordine d'arrivo (Top 10)
| Pos. | Corridore            | Squadra                 | Tempo    |
| ---- | -------------------- | ----------------------- | -------- |
| 1    | Giuliano Figueras    | Mapei-Quick Step        | 3h47'55" |
| 2    | Davide Rebellin      | Liquigas-Pata           | s.t.     |
| 3    | Mauro Zinetti        | Team Colpack            | a 4"     |
| 4    | Salvatore Commesso   | Saeco                   | s.t.     |
| 5    | Oscar Cavagnis       | Alexia Alluminio        | s.t.     |
| 6    | Massimiliano Gentili | Cantina Tollo-Regain    | s.t.     |
| 7    | Dario Frigo          | Fassa Bortolo           | s.t.     |
| 8    | Francesco Casagrande | Vini Caldirola-Sidermec | s.t.     |
| 9    | Giuseppe Palumbo     | Amica Chips-Tacconi     | s.t.     |
| 10   | Dmitrij Fofonov      | Besson Chaussures       | s.t.     |